# Achtung! Atomspione!
Achtung! Atomspione! (Originaltitel: Walk a Crooked Mile)  ist ein US-amerikanischer Agentenfilm aus dem Jahr 1948 von Gordon Douglas mit Louis Hayward und Dennis O’Keefe in den Hauptrollen.

## Handlung
Ein junger FBI-Agent, der zur Bewachung des Nuklearlabors in Lakeview abgestellt wurde, wird ermordet. Dessen Vorgesetzter O’Hara setzt alle Hebel in Bewegung, um den Mörder zu fassen. O’Hara nimmt den illegalen Einwanderer Anton Radchek ins Visier und lässt ihn beschatten. Radchek hat ein Zimmer in einer Pension in San Francisco bezogen und wird, trotz ständiger Überwachung, ermordet. Der einzige Hinweis ist ein Anruf Radcheks an einen Igor Braun.
In der FBI-Zentrale in San Francisco wird O’Hara mit Philip Grayson vom Scotland Yard bekannt gemacht. Grayson ist auf der Spur eines Künstlers, in dessen Bildern, mit UV-Licht sichtbar gemacht, streng geheime Formeln aus dem Lakeview-Labor versteckt sind. O’Hara erkennt in der Signatur des Bildes den Namen Igor Braun. Grayson und O’Hara können Brauns Aufenthaltsort ermitteln, ein Appartement in der Stadt. Als sie in Brauns Abwesenheit in das Appartement eindringen, finden sie ein Bild mit einer weiteren Formel. Als Braun zurückkehrt, verpackt er das Bild. Grayson und O’Hara ermitteln, dass es nach London geschickt wird. Braun fliegt nach Los Angeles und sucht dort die Kunstgalerie von Adolph Mizner auf. Grayson und O’Hara sprechen mit Dr. Townsend, dem Leiter des Lakeview-Projekts. Er identifiziert die Formel als eine, die innerhalb der letzten Wochen entwickelt wurde. Fünf Wissenschaftler kommen somit für den Verrat in Frage. Die Wissenschaftler treffen sich zu ihrem üblichen Freitags-Meeting, diesmal von Grayson und O’Hara durch einen Einwegspiegel beobachtet. Neben Townsend selber kommen Dr. Neva, Dr. von Stolb, Dr. Forrest und Dr. Allen zum Meeting.
Als am folgenden Montag ein weiteres Bild nach London geschickt wird, vermuten die Ermittler, dass die Formel durch die Labor-Wäscherei herausgeschmuggelt wurde. Als Wäschereiarbeiter verkleidet beobachtet Grayson die Arbeitsabläufe. Als Dr. Neva eine Ladung Wäsche bringt, entnimmt ein Arbeiter ein Taschentuch und deponiert es in einer Kiste. Diese Kiste will der Arbeiter Krebs aufnehmen, der von Grayson k. o. geschlagen wird. Grayson findet in der Kiste das Taschentuch, auf dem eine Formel steht. Krebs kommt wieder zu sich und alarmiert Braun. Brauns Spione fangen Grayson in seiner Pension ab. Sie foltern ihn und seine Vermieterin und nehmen auch O’Hara gefangen, als er Grayson aufsuchen will. Bei ihm finden sie das Taschentuch mit der Formel. Braun befiehlt seinen Männern, die Ermittler zu töten und geht. Grayson und O’Hara können ihre Gegner ausschalten, jedoch wird in dem Kampf die Vermieterin getötet.
Die Ermittler sind überzeugt, dass Dr. Neva die Verräterin ist. Beim Verhör streitet sie vehement jegliche Schuld ab. Am nächsten Tag wird die Leiche von Dr. von Stolb gefunden, der offensichtlich Selbstmord begangen hat. Eine nähere Untersuchung macht klar, dass der Wissenschaftler ermordet wurde. Grayson und O’Hara wird klar, dass von Stolb als Sündenbock herhalten soll. O’Hara folgt Dr. Allen, wird dabei von Krebs beschossen. Er verliert die Kontrolle über sein Auto und fährt einen steilen Abhang hinunter. Das Auto fängt Feuer, Grayson kann seinen Partner rechtzeitig befreien. Mit Hilfe der Polizei können Braun und Dr. Allen in einem kleinen Haus lokalisiert werden. Nach einer heftigen Schießerei kann Dr. Allen festgenommen werden, der jedoch seine Loyalität gegenüber den USA bekräftigt. O’Hara zwingt den Wissenschaftler, seine Faust zu öffnen, in der eine weitere Formel notiert ist.

## Produktion

### Hintergrund
Gedreht wurde der Film vom 11. Mai bis zum 12. Juni 1948 in San Francisco, Los Angeles, Glendale, Hollywood und Van Nuys.

### Stab
Rudolph Sternad oblag die künstlerische Leitung. Howard Bristol war für das Szenenbild zuständig. Verantwortlicher Toningenieur war John R. Carter. Edward Colman arbeitete als Kameratechniker.

### Besetzung
In kleinen nicht im Abspann erwähnten Nebenrollen traten John Hamilton, Myron Healey, William Tannen und Ray Teal auf. Ebenfalls unerwähnt blieb Grandon Rhodes als Adolph Mizner. Gale Storm ist in der Originalfassung auf einer Tonbandaufnahme zu hören. Reed Hadley sprach die Einleitung.

## Veröffentlichung
Die Premiere des Films fand am 2. September 1948 statt. In der Bundesrepublik Deutschland kam er am 19. September 1950 in die Kinos.

## Kritiken
Der Filmkritiken-Aggregator Rotten Tomatoes hat in einer Auswertung ein Publikumsergebnis von 50 Prozent positiver Bewertungen ermittelt.
Das Lexikon des internationalen Films schrieb: „Um Realismus und Faktennähe bemühter Routinefilm.“
Bosley Crowther von der The New York Times befand, es sei unnötig über die Action oder die Darsteller zu sprechen, alles sei reine Routine und das Drehbuch reiner Sensationalismus.
Die Variety lobte den dokumentarischen Stil, der dem Melodram wirklichen Glanz verleihe. Die Action schlage unter Douglas sachkundiger Regie hart zu.
Der Kritiker des TV Guide sah ein temporeiches Spionagedrama im Dokumentarstil.